# Willem Duys

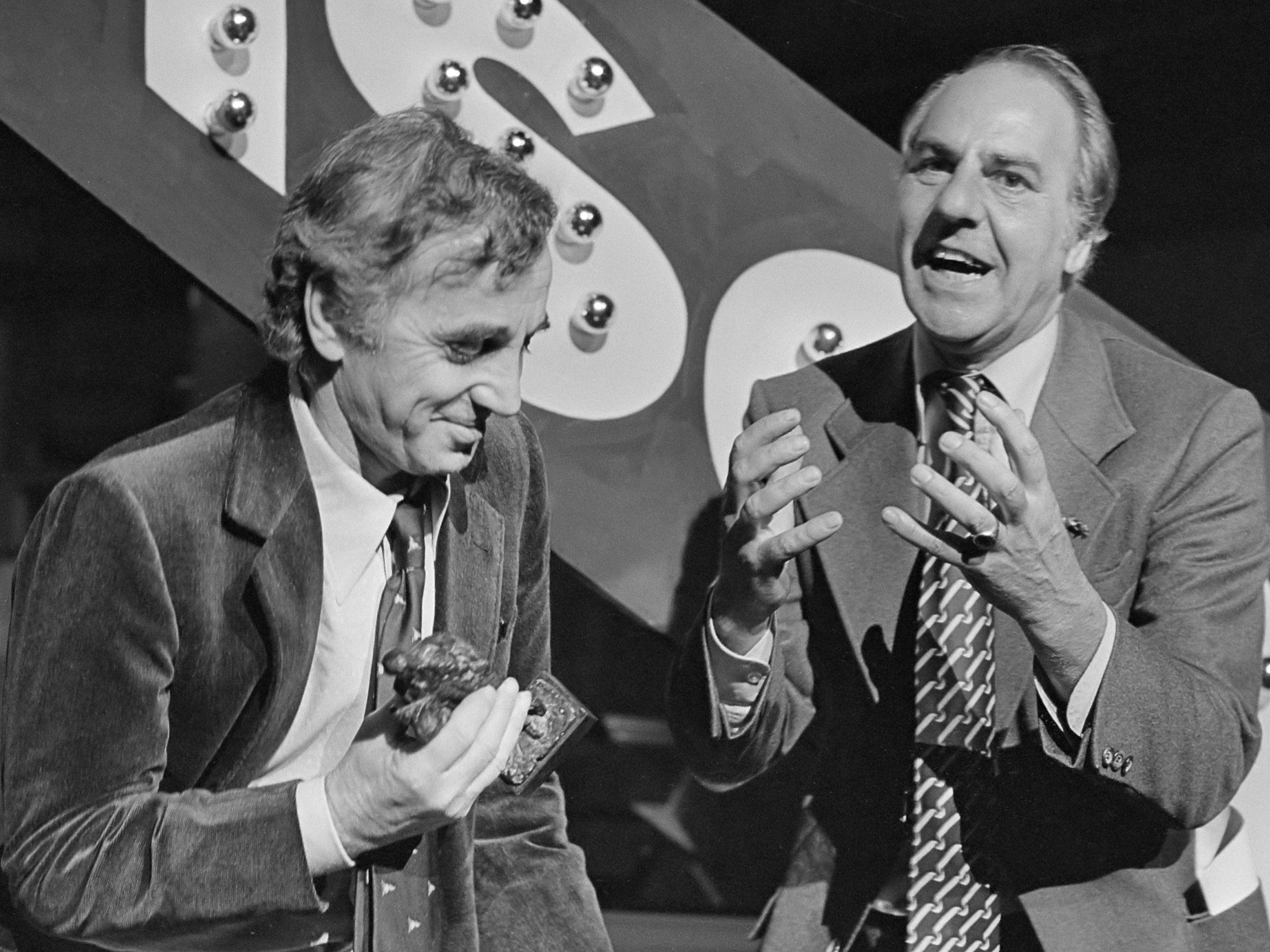
De Edisons 1980: Charles Aznavour en Willem Duys

Willem Duys (Bussum, 17 augustus 1928 – Hilversum, 2 juni 2011) was een Nederlands radio- en televisiepresentator en muziekproducent.

## Biografie

### Opleiding en werkervaring
Duys volgde zijn opleiding aan het Christelijk Lyceum Willem de Zwijger in Bussum, maar hij slaagde niet voor zijn eindexamen in 1947. Nog datzelfde jaar vertrok hij naar Frankrijk en werkte op station Cannes-la-Bocca als etiket-afweker bij de SNCF. Hij keerde in 1949 naar Nederland terug en werd aangenomen als redacteur bij Het Vrije Volk. Daarna werkte hij vanaf 1954 als copywriter bij reclamebureau Lintas, en vanaf 1959 als freelance tv-recensent bij de NRC.

### Muziekindustrie
In 1959 werd hij pr-medewerker voor Philips Phonografische Industrie in Baarn. Vanaf 1961 was hij directeur van achtereenvolgens de Collectieve Grammofoonplaten Campagne (C.C.G.C.) (tot 1965), platenmaatschappij Iramac in Bussum (tot 1969) en platenmaatschappij Blue Mouse (tot 1978).

### Radio en televisie
Duys schreef in diverse muziekbladen en werd wegens zijn vakkennis uitgenodigd om een optreden van Johnnie Ray voor de AVRO aan te kondigen. Zo maakte hij op 1 juli 1959 zijn debuut als televisiepresentator en volgden er meer opdrachten. In die tijd liet hij zich Willem 'O.' Duys noemen.
Op de radio werd hij bekend door het AVRO-programma Muziekmozaïek (1962-1999), dat iedere zondagochtend te beluisteren was. Met zijn zoetgevooisde stem kondigde hij hierin easy listening, middle-of-the-roadmuziek of Franse chansons aan om rustig bij wakker te worden.
 Het liedje, "Bach Bijvoorbeeld", dat in de jaren 60 en 70 op elke zondagochtend als openingstune voor het programma Muziekmozaïek te horen was, werd vertolkt door Shirley Zwerus en werd geschreven door Pieter Goemans.
Toenmalig AVRO-programmaleider Ger Lugtenburg vroeg Duys om een wekelijkse onemanshow te gaan presenteren op de tv. Omdat Duys een broertje dood had aan repeteren en liefst improviseerde, was de naam snel gevonden: Voor de vuist weg. Op maandagavond 1 november 1963 vond de eerste televisie uitzending plaats. Gedurende meer dan vijftien jaar en 176 afleveringen lang hield het programma het vol.
Duys werd bekend door de kom met de goudvis op zijn presentatietafel, door zijn vaderlandsliefde (hij zong eens staande het Wilhelmus), door zijn muzikale primeurs (Martine Bijl, Lee Towers, Salvatore Adamo met een hele stoet aan broertjes en zusjes, George Shearing, Rod McKuen, Anita Kerr, José Feliciano, Patricia Paay en vele anderen) en door de vermeende eeuwige rivaliteit met VARA-tegenhangster Mies Bouwman.
De bekendste programma's die Duys presenteerde waren Voor de vuist weg (op de televisie: 1963-1978) en Muziekmozaïek (op de radio: 1962-1999). In 1974 won hij de Gouden Televizier-Ring. Vanaf 5 juni 1981 t/m 30 mei 1985 was Duys samen met Loes Haasdijk een vast panellid in de zeer goed bekeken en populaire AVRO televisie quiz Babbelonië. Verder was hij in diezelfde jaren tachtig vaste commentator van het Nationaal Songfestival en het Eurovisiesongfestival.
In 1998 werd hij getroffen door een herseninfarct, wat hem noopte om op 27 juni 1999 – na een carrière van 40 jaar als presentator van de AVRO – afscheid te nemen. De laatste plaat die hij in Muziekmozaïek draaide was er een van Toots Thielemans, naar Duys' eigen zeggen de artiest die hij in al die jaren het meest had laten horen. Te zijner ere werd er in Madurodam een miniatuur-evenbeeld van Duys onthuld bij de AVRO-studio.

### Tennis
Duys was actief als tennisser. In 1946 haalde hij de finale NK Oudere Jeugd (Van Lennepbeker). Daarna won hij het Spieghel en Hilverheide B-toernooi. In Rotterdam haalde hij de halve finales Plaswijck en won hij het Kralingen B-toernooi. Hij bereikte ook driemaal de finale herendubbel A Flehite samen met Peter Scholtz en werd in 1956 kampioen heren enkel “Unilever” (als opvolger van Jan de Soet).
Later was Duys tennisverslaggever bij de AVRO-televisie. Zo versloeg hij jarenlang onder andere het toernooi op 't Melkhuisje.

### Platenbaas
Willem Duys had samen met Sylvio Samama twee platenlabels: Iramac was bestemd voor het serieuze, klassieke repertoire, en Relax omvatte onder meer Toon Hermans, de band The Outsiders van Wally Tax, en Martine Bijl. Voor platenmaatschappij Circle (voorloper van compilatie-maatschappij Arcade Records) stelde hij verzamel-lp's samen, waarbij zijn grote repertoirekennis hem van pas kwam. Bekende voorbeelden waren de Vive La France-serie, The Days Of Wine And Roses en Romantiek & Muziek verzamelaars.

### Latere leven
Vele jaren woonde hij afwisselend in Saint-Paul-de-Vence (Zuid-Frankrijk) en Naarden, maar de laatste jaren woonde hij in Blaricum.

In 2007 ging zijn gezondheid verder achteruit: op 27 juni van dat jaar werd hij met spoed opgenomen vanwege uitdrogingsverschijnselen en op 4 augustus opnieuw, nadat hij onwel was geworden in de zon.
Op 17 mei 2011 was Duys nog te gast in de 1.000e uitzending van De Wereld Draait Door, die toepasselijk de "Duysendste" aflevering werd genoemd. De uitzending was een eerbetoon aan Duys door Matthijs van Nieuwkerk en hij wilde, ondanks zijn broze gezondheid, zelf aanwezig zijn in de studio.
Op 31 mei 2011 meldden diverse media dat de gezondheidstoestand van Duys ernstig was verslechterd door een bacteriële infectie. Duys overleed in de nacht van 1 op 2 juni als gevolg van deze infectie op 82-jarige leeftijd in een ziekenhuis te Hilversum.
Op 7 juni werd hij begraven op de Algemene begraafplaats de Woensberg in Blaricum.

## Onderscheidingen en prijzen
- Gouden Televizier-Ring (1974)
- Gouden Harp (1979)
- Het Gouden oor (1979)
- Ridder in de Orde van Oranje-Nassau (1980)
- Zilveren Fonograaf (1985)
- Ere-Edison (1993)

## Vernoeming
Op het Hilversumse Media Park is een vijver naar Duys vernoemd.

## Trivia
- Duys was de samensteller van het geruchtmakende Grand Gala du Disque van 1963, waarin de schrijver Godfried Bomans een Edison uitreikte aan Marlene Dietrich, en Wim Sonneveld voor het eerst op de televisie optrad als “Frater Venantius”.
- Hij was de bedenker van de artiestennaam Drs. P, pseudoniem van Heinz Hermann Polzer.[8]
- Vanuit zijn woning in Saint-Paul-de-Vence verzorgde hij geregeld causerieën voor groepen bezoekers, conferentiegangers en toeristen.
- Hij wordt vermeld in het lied Doris Day uit 1982, gezongen door de Nederlandse groep Doe Maar, over televisie: Kan dan niemand ons bevrijden van Willem Duys en Van der Meijden?.
- André van Duin noemt hem in zijn parodie op Ramses Shaffy's We zullen doorgaan (“Ik heb Duys achter me staan”). Ook imiteerde Van Duin hem ooit op een televisiegala dat Duys zelf presenteerde, en op de radio in de Dik Voormekaar Show, waarin hij een persiflage deed van Muziekmozaïek.